# Аревшат (област Ширак)
Вижте пояснителната страница за други значения на Аревшат.
Аревшат (на арменски: Արևշատ) е село и община в Армения, област Ширак. Според Националната статистическа служба на Армения през 2012 г. общината има 2115 жители.

## Демография
Броят на населението в годините 1831–2004 е както следва: